# Cyprus Museum

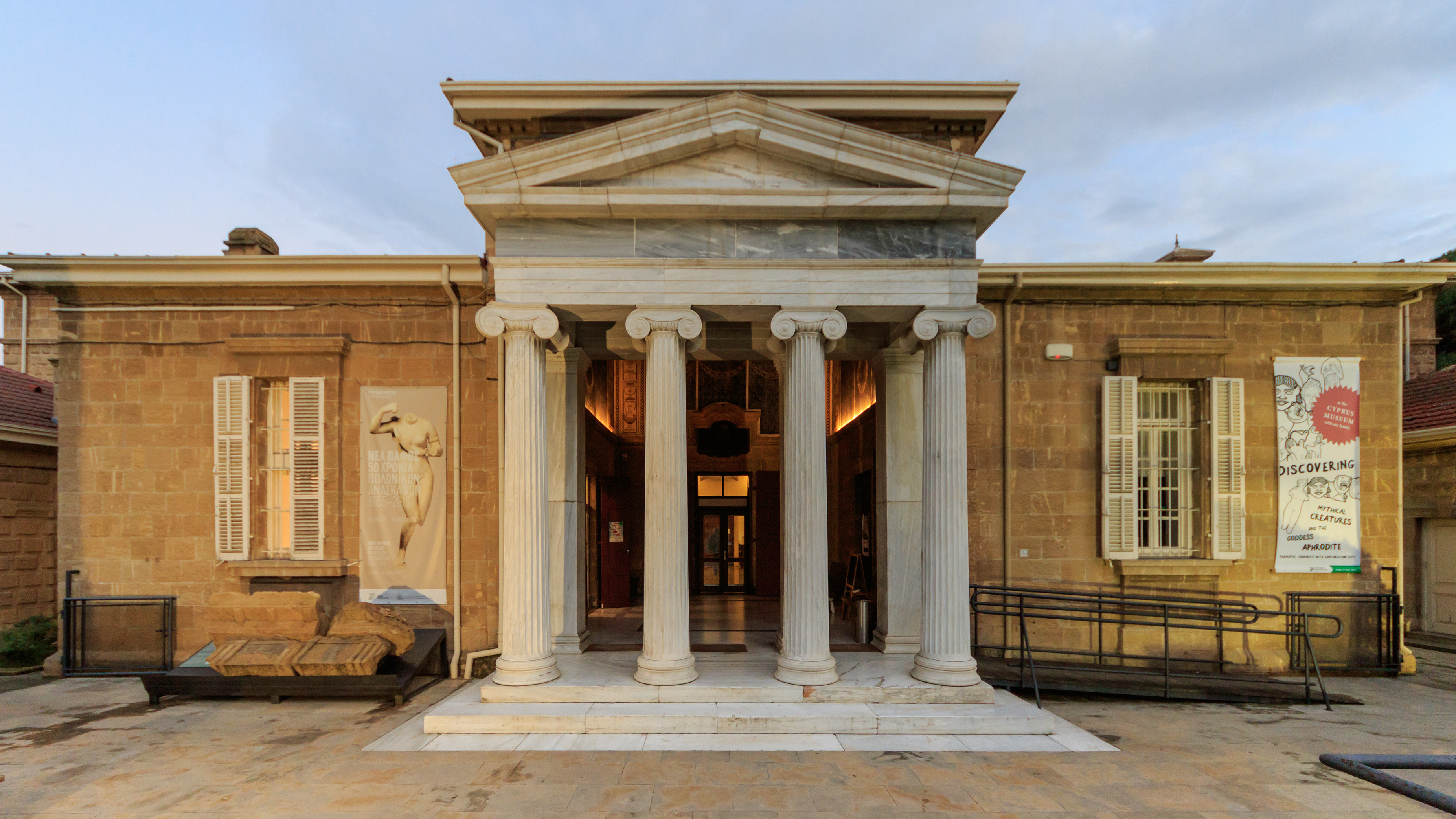
Eingang zum Cyprus Museum in Nikosia (Januar 2017)

Das Cyprus Museum (griechisch Κυπριακό Μουσείο, türkisch Kıbrıs müzesi, deutsch Zypern-Museum) ist das älteste und größte von etwa fünfzehn archäologischen Museen der Mittelmeerinsel Zypern und befindet sich in der Hauptstadt Nikosia.

## Lage und Entstehungsgeschichte
Das Cyprus-Museum befindet sich vor dem Paphos Tor am Westrand der Altstadt. Das Museum wurde 1882 gegründet, um die antiken Kunstschätze des Landes zu bewahren. Ein Komitee, angeführt von christlichen und muslimischen Geistlichen hatte die Gründung gefördert. Der Hintergrund war, dass Zypern zu dieser Zeit regelrecht archäologisch ausgeplündert wurde. Allein der amerikanische Botschafter Luigi Palma di Cesnola hatte 35.000 Artefakte für das Metropolitan Museum of Art in New York besorgt, sein Bruder Alessandro Palma di Cesnola stand wegen Kunstraubs vor Gericht. Ein Teil seiner Beute wurde beschlagnahmt und gelangte in die Sammlungen des neuen Museums.
Anfangs war das Museum in einigen Verwaltungsgebäuden untergebracht, 1889 wurde ein Neubau in der Victoria Street bezogen. Mit einem 1905 verabschiedeten Gesetz zum Schutz der archäologischen Zeugnisse konnte das Museum Artefakte und Fundstellen wirksamer schützen. Die wissenschaftliche Erforschung und Dokumentation erfolgte nach dem Ersten Weltkrieg mit Hilfe ausländischer Experten – beispielsweise durch den schwedischen Archäologen Einar Gjerstad. 1908 erfolgte ein Umzug in das heutige Gebäude an der Straße Leoforus Mouselou, 1961 erweiterte man das Gebäude um einen Anbau. Gegenwärtig wird über einen Umzug in das leerstehende Gebäude des ehemaligen Nicosia General Hospital diskutiert.

## Konzeption und Höhepunkte der Ausstellung
Die Exponate belegen die neuntausendjährige Kulturgeschichte der Insel Zypern und werden in chronologischer Reihenfolge präsentiert. Schwerpunkte der Sammlungen bilden die Bronzezeit sowie die griechische und römische Antike. Das derzeit bekannteste Exponat ist das Idol von Pomos, welches auf der zyprischen 2-Euro-Münze abgebildet ist.
Die Insel war durch ihre günstige Lage im östlichen Mittelmeer ein wichtiges Handelszentrum, aber auch Ziel von Eroberungsversuchen benachbarter Völker und Reiche. Die kulturellen Einflüsse der Nachbarn auf die Inselbevölkerung ist mit zahlreichen Fundstücken belegt.

Das Idol von Pomos auf der zyprischen 2-Euro-Münze
Götterfigur mit Hörnern (12. Jh. v. Chr.)
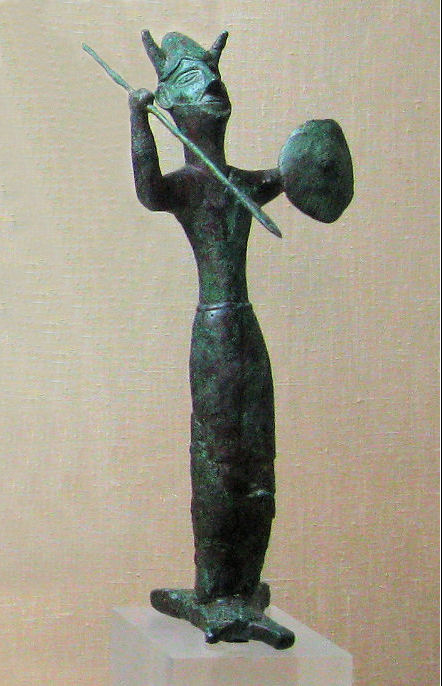
Archaische Kriegerplastik (12. Jh. v. Chr.)
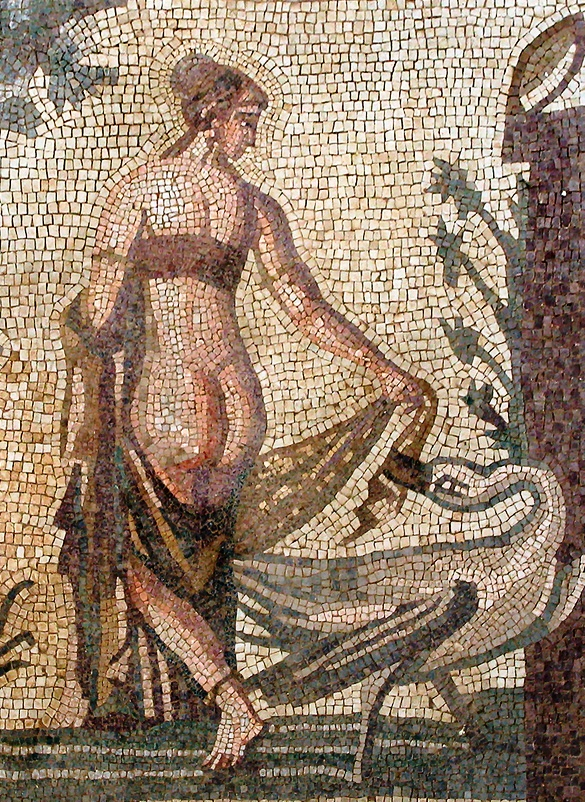
Römisches Mosaikmotiv Leda mit dem Schwan (3. Jahrhundert)
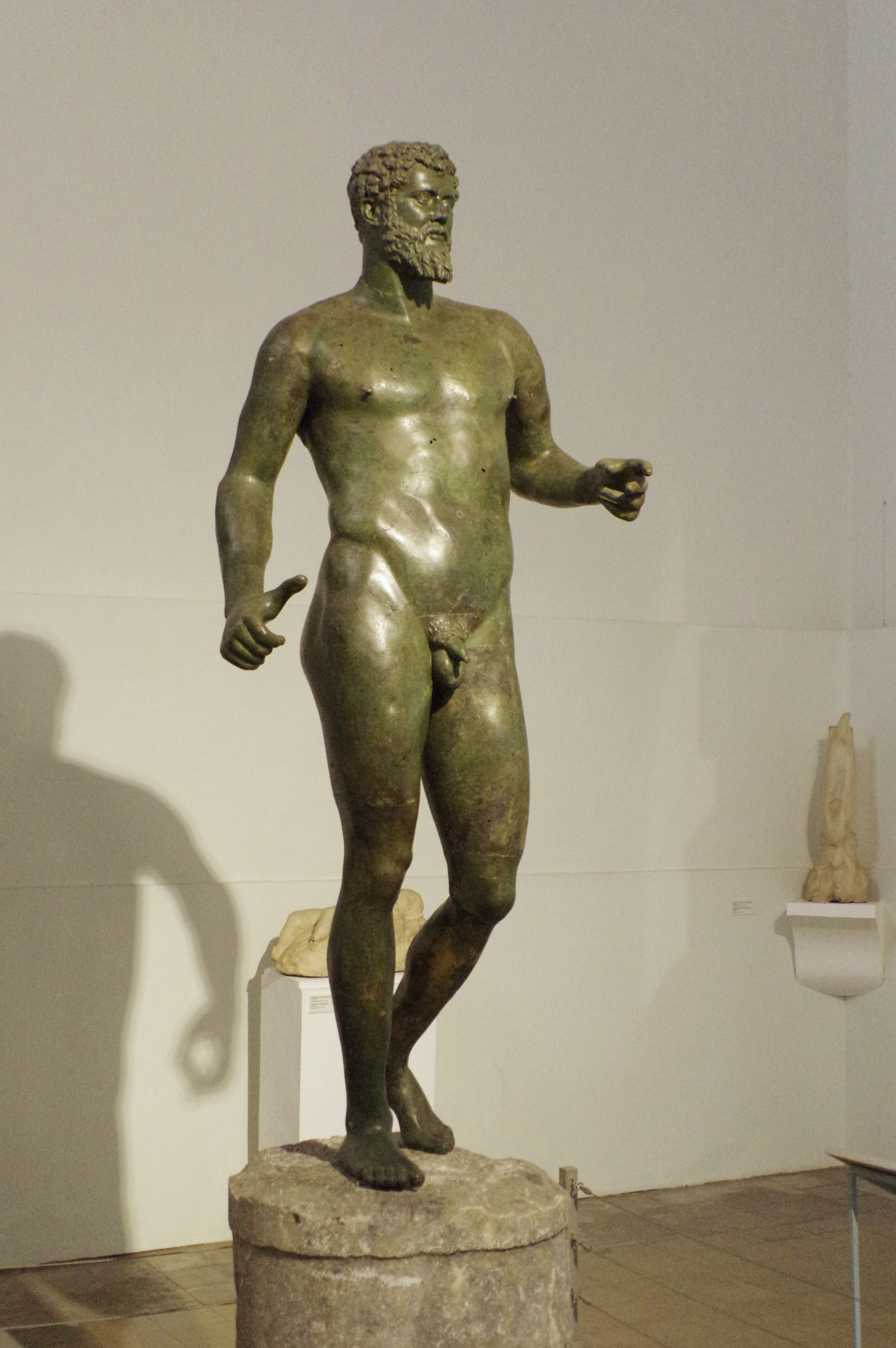
Bronzestatue des Septimius Severus

## Ausstellungsräume
- Im Raum 1 werden die ältesten Funde der Insel präsentiert – u. a. aus Stein gefertigte Schalen und Steatit-Statuen aus der Jungsteinzeit von Ausgrabungen in Chirokitia.
- Der Raum 2  ist den Funden aus der zyprischen Kupferzeit (2500–1900 v. Chr.) gewidmet. Unter den Ausstellungsstücken befindet sich auch das tönerne Vounous-Modell mit Kultszenen vom Friedhof Vounous-Bellapais.
- Der Raum 3 belegt Handelskontakte zum Festland – syrische Importe des 15. Jahrhunderts vor Christus – in Form von verzierter Drehscheiben-Keramik und Amphoren.
- Den Raum 4 dominieren Votiv-Figuren aus Terrakotta vom Kultort Agia Irini (Spätbronzezeit). Götter- und Heldenfiguren stellen die Glaubenswelt der Inselbevölkerung dar und belegen Einflüsse benachbarter Hochkulturen. Die belegen beispielsweise Ägyptische Amulette und Mykenische Artefakte.
- Den Raum 5 dominieren Funde aus dem Königreich Salamis. Es handelt sich Kunstwerke im kypro-ionischen Stil (Götter- und Jünglingsdarstellungen), die stark von der griechischen Kultur geprägt wurden. Dies belegt beispielsweise die Aphrodite von Soli – ein Torso aus dem 1. Jahrhundert vor Christus – Beleg für den Aphroditekult in der hellenistischen Welt. Im selben Raum werden zeitgenössische nubische und ägyptische monumentale Löwen- und Sphinxfiguren ausgestellt.
- Um 540 vor Christus wird die Insel von den Persern besetzt, die über zweihundertjährige Zugehörigkeit zu diesem Großreich endete durch die Siege Alexanders des Großen.
- Die folgenden Räume bieten Einblicke in die Lebenswelt der zyprischen Bevölkerung zur Zeit der Zugehörigkeit (47–31 vor Christus) zum ptolemäischen Reich der ägyptischen Königin Kleopatra VII. und der Römerherrschaft, die mit der Eroberung der Insel im Jahr 58 vor Christus beginnt. Bemerkenswert sind die römischen Mosaikfußböden im Raum 7 und die hochwertigen Metall- und Steinplastiken – beispielsweise eine Statue des Kaisers Septimius Severus aus Kythrea.
- Weitere Ausstellungsräume geben Einblicke in die Wirtschaftsgeschichte und den frühen Kupferbergbau – einst Quelle des Reichtums der Insel.

## Leiter
- Porphyrios Dikaios
- Pavlos Flourentzos